# Jack London
Jack London este pseudonimul literar al lui John Griffith Chaney (n. 12 ianuarie 1876, California, SUA – d. 22 noiembrie 1916, Glen Ellen⁠(d), Comitatul Sonoma, California, SUA), scriitor și jurnalist american.
Opera sa (care constă în special din romane) are ca subiect existența crudă, sălbatică și spiritul de revoltă și aventură, în care eroii, de o forță fizică și morală supraumană, sunt antrenați într-o luptă brutală pentru supraviețuire, paradoxal mantuirea venind intotdeauna prin esecul in viata.
În plan literar, a fost influențat de Robert Louis Stevenson, Rudyard Kipling, Joseph Conrad, iar în cel ideologic de Charles Darwin, Herbert Spencer, Karl Marx și Friedrich Nietzsche. Este un reprezentant romantic al socialismului american, fapt interior vizibil de exemplu in romanul autobiografic Martin Eden.

## Biografie
Jack Griffith Chaney s-a născut în San Francisco, fiind copil din flori, mama lui era Ann Wellman și tatăl natural, astrologul William Mike Chaney, refuză recunoașterea paternității. Tatăl lui vitreg, tâmplarul John London, îl adoptă pe Jack, acesta însă va păstra mai departe numele de Chaney. Familia scriitorului trăiește în „San Francisco Bay Area” în condiții sărace, toate încercările familiei de a se îmbogăți în Oakland California se soldează cu un eșec. Tatăl său vitreg devine invalid, astfel Jack trebuie deja, copil fiind, să lucreze ca vânzător de ziare, mână de ajutor în birturi, sau într-o fabrică de conserve. Condițiile grele trăite în copilărie vor determina mai târziu vederile socialiste a scriitorului devenit între timp renumit pentru operele sale.

## Opere principale
Scriitorul este cunoscut pentru romanele sale mai importante, (unele fiind ecranizate).
- Chemarea străbunilor, (The Call of the Wild, 1903)
- Lupul de mare (1904)
- Războiul claselor (War of the Classes, 1905)
- Colț alb (White Fang, 1906)
- Călcâiul de fier (The Iron Heel, 1907) Revolta de pe Elsinore
- Martin Eden (1909)
- Croazieră cu Snark (The Cruise of the Snark, 1911)
- Timpul nu așteaptă (Burning Daylight, 1910)
- Son of the Wolf (1900), colecție de povestiri; tradusă ca Pui de lup, altă traducere - Fiul lupului de Eugeniu Boureanul
- Până la Adam (1907)
- Dragoste de viață (1907)
- Revoluție și alte eseuri (Revolution and Other Essays, 1910)
- Smoke Bellew (1912)
- John Barleycorn (1913)
- JL - Opere alese - in 3 volume masive -  (Republica Socialista Romania, B, 1966)

O mare parte din romanele sale pentru tineret se referă la căutătorii de aur din Klondike, Alaska sau la călătorii pe mare. A scris si povestiri care poarta pecetea J. London, - Dragoste de viata, Un cotlet intre altele, de asemenea semnand zeci de romane comerciale pentru a putea trai, in States lucru ce ii era aproape imposibil, fiind ajutat de sora sa si un cumnat.